# 聊城专区
聊城专区，中华人民共和国山东省已撤销的行政区，在今山东省西部。1949年置，属平原省，专员公署驻聊城县（今聊城市）。辖聊城、博平、清平、高唐、茌平、东阿、寿张、阳谷、莘县、冠县、堂邑11县及聊城城关区。
1950年，撤销聊城城关区，改设为镇。1952年，聊城专区划回山东省；同年，划入原平原省濮阳专区所属朝城、观城、范县、濮县4县；从河北省邯郸专区划入临清、馆陶2县及临清镇；朝城、观城2县合并为观朝县。1954年，原临清镇改设为临清市。专区辖16县、1市。
1956年，原德州专区所属德州市及夏津、武城、德县、平原、禹城、齐河、恩县7县划入。同年，调整专区辖县：
1. 撤销恩县，并入夏津、平原、武城3县；
2. 撤销堂邑县，并入聊城、冠县2县；
3. 撤销清平县，并入高唐、临清2县；
4. 撤销博平县，并入茌平县；
5. 撤销濮县，并入范县；
6. 撤销观朝县，并入寿张、范县、莘县3县。

调整后，聊城专区辖2市、17县。
1958年，撤销聊城县，改设聊城市。原属泰安专区的东平、平阴、肥城3县及原属惠民专区的临邑、商河、乐陵、济阳4县划入。同年，调整专区辖县：
1. 撤销德县，并入德州市和平原县；
2. 撤销临清县，并入临清市；
3. 撤销武城县，并入夏津县；
4. 撤销禹城县，并入高唐、齐河2县；
5. 撤销东阿县，并入茌平、寿张2县；
6. 撤销阳谷县，并入寿张县；
7. 撤销莘县，并入范县、冠县2县；
8. 撤销馆陶县，并入冠县。

调整后，聊城专区辖3市、12县。
1960年，撤销东平县，并入平阴、汶上2县；肥城县划归济南市；商河县改名乐陵县，并与临邑县划归淄博专区。1961年，恢复馆陶、阳谷、东阿、莘县4县；德州市及夏津、平原、齐河3县划归德州专区。专区辖2市、9县。
1963年，撤销聊城市，复设聊城县；撤销临清市，复设临清县。1964年，撤销寿张县，金堤河以北并入阳谷县，金堤河以南并入范县；范县划归河南省安阳专区。1965年，馆陶县划归河北省邯郸专区。聊城专区辖8县。
1967年，撤销聊城专区，改置聊城地区。